# Oksimo
Open Knowledge SImulation MOdeling (OKSIMO) ist eine vom Institut für Neue Medien e.V. Frankfurt entwickelte Simulationssoftware auf Basis der Factor Connector Language (FCL)., die seit April 2009 im Rahmen des OKSIMO-Projektes einer breiteren Öffentlichkeit zur Verfügung gestellt wird und auf dem Planet Earth Simulator (PES) Projekt aufbaut. Der Name OKSIMO ist als Trademark registriert.
Vorangetrieben wird das Projekt unter der Federführung von Gerd Döben-Henisch, einem Informatikprofessor an der Fachhochschule Frankfurt am Main.
Die im Rahmen mehrerer Diplomarbeit entwickelte Open-Source-Simulationssoftware steht zum freien Download zur Verfügung. Auch der Quelltext der Software ist im Internet verfügbar. Um die weitere Entwicklung der Software zu unterstützen, wurde ein Bugzilla-Portal zu OKSIMO eingerichtet, in dem Softwarefehler dokumentiert werden.

## OKSIMO Komponenten

### Programmkomponenten
OKSIMO besteht im Wesentlichen aus zwei Programmkomponenten, dem OKSIMO FCL Editor und dem auf ForSYnt basierenden OKSIMO-Simulator CLI, mit dem die im FCL-Editor erstellten Modelle simuliert werden können. Einzelne, mit dem FCL-Editor erstellte Modelle, können laut Benutzerhandbuch, das auch beim Download als PDF-Datei mitgeliefert wird, per Drag and Drop in ein übergeordnetes Modell integriert werden.

### Modellbibliotheken
OKSIMO-Modelle können sowohl lokal als auch in einer zentralen Modelldatenbank gespeichert werden, die von Hessisches Telemedia Technologie Kompetenz-Center e.V. technisch unterstützt wird. Die Liste der bereits existierenden Modelle erscheint derzeit noch relativ beschränkt, soll aber mit der Projektlaufzeit nach und nach zunehmen.

### Built-In Library
Das System beinhaltet derzeit eine OKSIMO Built-In Library mit vorgefertigten Modellen zur weiteren Verwendung, zum Beispiel in eigenen Modellen. Darin enthalten sind verschiedene Grundmodelle, die nach folgenden Themen geordnet sind:
- Kommunikation
- Konvertierung
- Mathematik
  - Rechenoperationen
  - Trigonometrie
  - Matrizen
- Textverarbeitung
- System

### Logic Model Library
Weiterhin kommt OKSIMO mit einer Logic Model (kurz LModel) genannten Library, die derzeit folgende Modelle beinhaltet:
- Eine Nachbildung des World2 Modells von Jay Forrester, das in dessen Buch „World Dynamics“ (1971) beschrieben ist.
- Modellen, die es ermöglichen, nach der Kohorten Komponenten Methode Bevölkerungsprognosen zu erstellen.
- drei Modellen, mit denen das Verhalten von Lotka-Volterra-Systemen simuliert werden kann, hierbei handelt es sich um sogenannte Räuber-Beute-Modelle.
- einem Modell, dass das Verhalten eines einzelnen binären Neurons darstellt
- einem Modell eines künstlichen Neuronalen Netzwerks, dessen Verhalten dem Verhalten der XOR-Funktion entspricht

Weiterhin existieren Arbeitshinweise zu künstlichen Neuronalen Netzen sowie Modellbeispiele zur Simulation der Zukunft:
- Zinseszins
- Weltpopulation
- Wachstumsschranken am Beispiel Süßwasser
- Zwei-Personen-Spiele

### Beispielmodelle aus dem PES-Projekt
Im OKSIMO-Downloadpaket findet man weiterhin folgende lokale Beispielmodelle, die noch aus dem PES-Ursprungsprojekt von OKSIMO herrühren:
- Modell einer einfachen Addition
- Modell zur Prozentrechnung
- Zwei Modelle zum Bevölkerungswachstum in der BRD
- Modell zur Berechnung des Energieverbrauchs
- Modell zur Berechnung der Mehrwertsteuer

## Einsatzgebiete
OKSIMO ist sehr offen und allgemein gehalten und kann daher zum Beispiel zur Simulation von neuronalen Vorgängen im Gehirn oder eben auch zur Modellierung der Bevölkerungsentwicklung in einer Stadt eingesetzt werden.